# Hiromasa Tokioka
Hiromasa Tokioka (født 24. juni 1974) er en tidligere japansk fodboldspiller.
Han har spillet for flere forskellige klubber i sin karriere, herunder Consadole Sapporo.